# Meliorationsamt

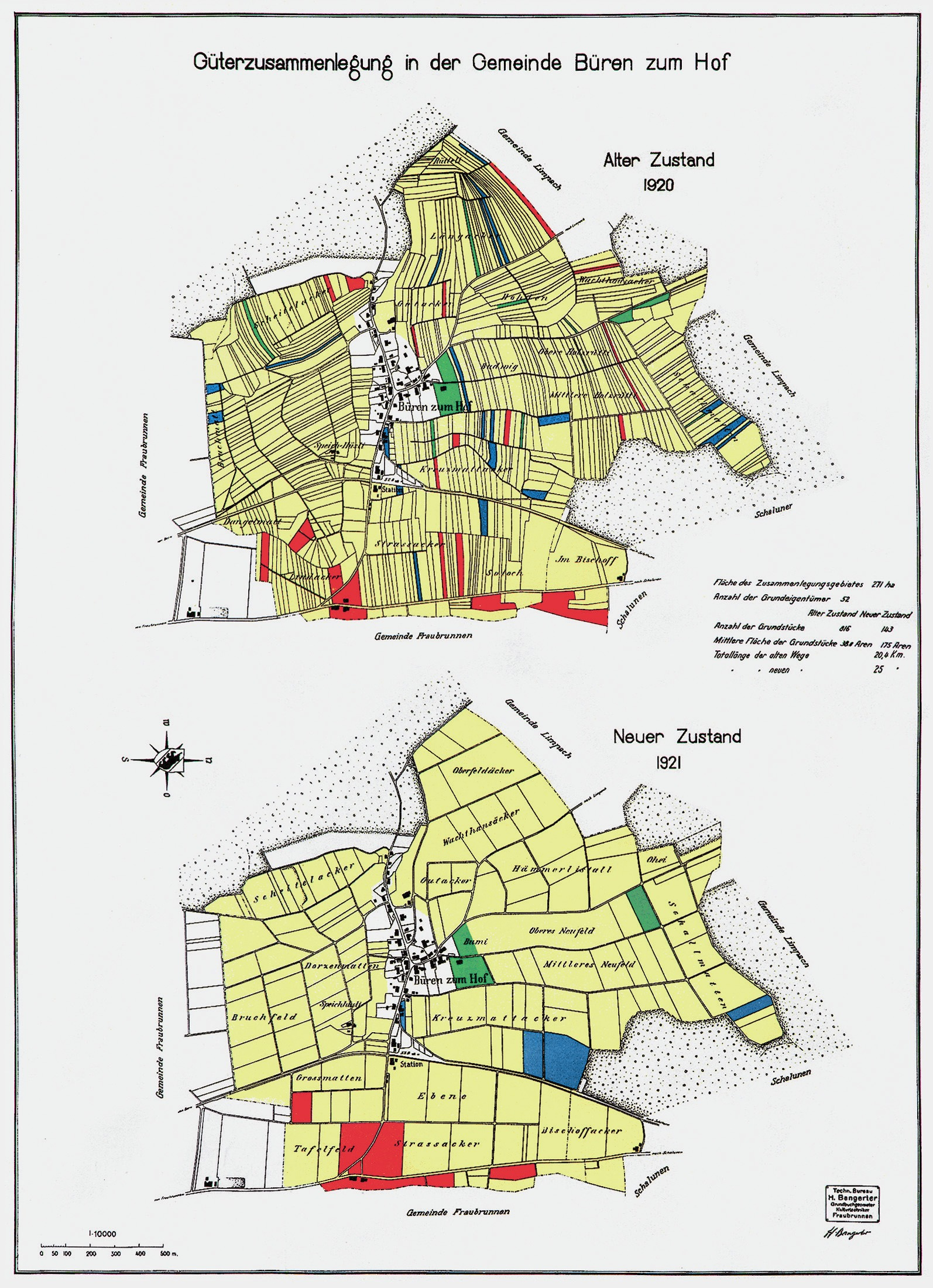
Flurplan der Gemeinde Büren zum Hof, vor und nach der Güterzusammenlegung, 1920 und 1921.

Meliorationsamt ist allgemein eine Bezeichnung für eine staatliche Behörde oder deren organisatorischen Teil, die Aufgaben des Meliorationswesens wahrnimmt.

## Geschichte
Meliorationen (Kulturtechnik) spielten in der Schweiz eine grosse Rolle im Bereich von Hochwasserschutz, Wildbachverbauungen und Gewässerkorrektionen, Bodenverbesserungen, Entwässerungen, Bewässerungen, Weganlagen, Güterzusammenlegungen, Revitalisierungen und dergleichen.
Früher existierten spezielle kantonale Meliorationsämter (z. T. kombiniert mit dem Vermessungswesen). Heute ist die Fachaufgabe Meliorationen häufig in kantonalen Stellen angesiedelt, die sich mit Landwirtschaftsaufgaben befassen. 1939 wurde das Eidg. Meliorationsamt geschaffen (heute Abt. Strukturverbesserung im Bundesamt für Landwirtschaft). Spezifische Meliorationsämter existieren heute in der Schweiz nicht mehr, die Aufgabe von Meliorationen resp. Strukturverbesserungen sind jedoch bis heute mit teilweise anderen Zielsetzungen und Massnahmen erhalten geblieben und werden von anderen Organisationseinheiten wahrgenommen.
Vereinigungen im Fachbereich Meliorationen/Strukturverbesserungen:
- bisherige:
  - Schweizerische Konferenz Kantonaler Meliorationsämter
  - Schweizerische Vereinigung für Strukturverbesserungen und Agrarkredite (bis 2008)
- aktuell:
  - suissemelio, Schweizerischen Vereinigung für ländliche Entwicklung (ab 2008)